# 3474 Linsley
A 3474 Linsley (ideiglenes jelöléssel 1962 HE) a Naprendszer kisbolygóövében található aszteroida. Indianai Egyetem fedezte fel 1962. április 27-én.